# Bertram Meier

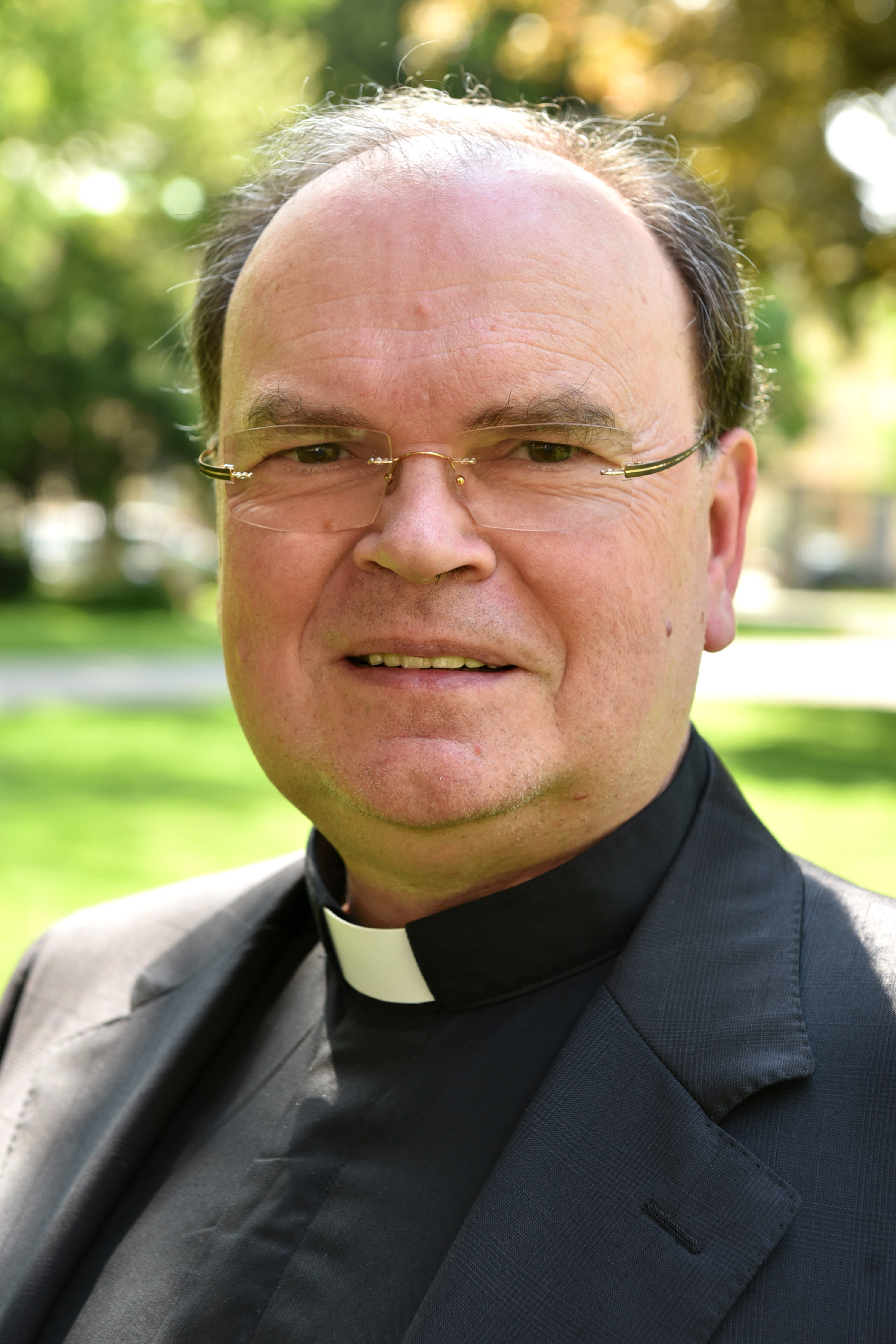
Bertram Meier (2017)

Bertram Johannes Meier (* 20. Juli 1960 in Buchloe) ist ein deutscher römisch-katholischer Theologe und seit 6. Juni 2020 Bischof von Augsburg.

## Leben
Bertram Meier wuchs mit seiner jüngeren Schwester in einem konfessionsverbindenden Elternhaus in Kaufering auf. Sein Vater Hans, ein engagierter evangelischer Christ, war zweiter Bürgermeister des Ortes. Seine Mutter Erna ist katholisch. Nach dem Abitur studierte er Philosophie und Theologie an der Universität Augsburg (1978–1980) und der Päpstlichen Universität Gregoriana in Rom (1980–1985). Als Alumnus des Päpstlichen Kollegs Germanicum et Hungaricum empfing er am 10. Oktober 1985 in Rom durch Kardinal Franz König die Priesterweihe. 1989 wurde er mit einer Dissertation über das Kirchenverständnis des Pastoraltheologen und Regensburger Bischofs Johann Michael Sailer an der Gregoriana promoviert. Meier wurde nach seiner Tätigkeit als Kaplan in Neu-Ulm für die Ausbildung an der Päpstlichen Kirchlichen Akademie (Pontificia Accademia Ecclesiastica) und für den diplomatischen Dienst des Heiligen Stuhles in Rom freigestellt. Danach schloss sich eine Kaplanszeit in Neuburg an der Donau an. Später wurde er Stadtpfarrer, Dekan und Regionaldekan in Neu-Ulm.
1996 trat Meier in den Dienst des Heiligen Stuhls ein und war bis 2001 Leiter der deutschsprachigen Abteilung im Staatssekretariat. Währenddessen war er Vizerektor am Campo Santo Teutonico und Dozent für Dogmatik und Ökumenische Theologie an der Gregoriana. 2000 wurde er zum Domkapitular in Augsburg gewählt und leitete nach seiner Rückkehr nach Deutschland von 2002 bis 2014 im Bistum Augsburg die Referate für Weltkirche, Ökumene, Orden und Berufe der Kirche. Von 2007 bis 2014 war er Geistlicher Beauftragter der Freisinger Bischofskonferenz für das Landeskomitee der Katholiken in Bayern. Von 2007 bis 2020 wirkte er als Domprediger an der Kathedrale zu Augsburg. Am 9. Juli 2012 wählte ihn das Domkapitel zum Domdekan.
Von 2002 bis 2011 war Bertram Meier Vorsitzender der Arbeitsgemeinschaft Christlicher Kirchen (ACK) in Augsburg. Ab 2005 vertrat er die sieben bayerischen katholischen Bistümer im Vorstand der Arbeitsgemeinschaft Christlicher Kirchen in Bayern, ab 2013 war er ihr erster Vorsitzender und wurde 2017 in dem Amt bestätigt. Seit 2012 war er Mitglied der von der Deutschen Bischofskonferenz (DBK) bestellten Delegation für die ACK Deutschland.
2011 wurde er zum Vorsitzenden der Konferenz der Ordensreferenten in Deutschland gewählt. Zudem wurde er zum Mitglied der von der Deutschen Bischofskonferenz gegründeten „Konferenz Weltkirche“ bestellt. Als Beauftragter für weltkirchliche Aufgaben auf Diözesanebene vertrat er fünf Jahre die bayerischen Bistümer.
Bertram Meier wurde 2011 von der Deutschen Bischofskonferenz für eine Amtszeit von fünf Jahren zum Berater der Unterkommission für Missionsfragen gewählt. Ebenfalls 2011 übertrug ihm Bischof Konrad Zdarsa die Leitung der Hauptabteilung III – Kirchliches Leben im Bischöflichen Ordinariat. 2014 wurde ihm die Leitung der Hauptabteilung II – Bischöfliches Seelsorgeamt sowie die Direktion des Tagungshotels St. Ulrich übertragen. Zudem ernannte ihn Bischof Konrad Zdarsa zum Bischofsvikar für Ökumene und interreligiösen Dialog. Ab April 2018 war er außerdem Bischöflicher Beauftragter für den Diözesanrat und für weltkirchliche Aufgaben sowie (im Bistum Augsburg) Direktor für die Päpstlichen Missionswerke.

## Bischof von Augsburg
Nach der Emeritierung von Bischof Konrad Zdarsa wählte das Augsburger Domkapitel Bertram Meier für die Zeit der Sedisvakanz am 8. Juli 2019 zum Diözesanadministrator. Am 29. Januar 2020 ernannte Papst Franziskus Bertram Meier zum neuen Bischof von Augsburg. Er wurde damit zum 62. Nachfolger des hl. Ulrich. Die Besitzergreifung der Kathedra im Augsburger Dom und die Bischofsweihe waren für den 21. März 2020 im Augsburger Dom geplant, wurden jedoch wegen der COVID-19-Pandemie auf unbestimmte Zeit verschoben. Meier leitete das Bistum daraufhin weiter als Diözesanadministrator, bis er am 25. März 2020 durch Papst Franziskus zum Apostolischen Administrator sede vacante et ad nutum Sanctae Sedis ernannt wurde. Dadurch erhielt er alle Rechte, die einem Diözesanbischof zustehen und die keine Bischofsweihe erfordern.
Am 6. Juni 2020 empfing er die Bischofsweihe durch den Münchner Erzbischof Reinhard Marx. Mitkonsekratoren waren der Bamberger Erzbischof Ludwig Schick sowie Erzbischof Nikola Eterović, Apostolischer Nuntius in Deutschland. Der Weihegottesdienst fand im Dom zu Augsburg statt (wegen der Pandemie unter erhöhten Hygiene-Auflagen). Als Generalvikar übernahm er zunächst Harald Heinrich, der bereits Generalvikar seines Vorgängers war. Dieser wurde am 1. Juli 2021 von Domdekan Wolfgang Hacker abgelöst. Mit Wirkung vom 1. April 2021 setzte Bischof Meier für das Bistum Augsburg erstmals die Vorgabe des Kirchenrechts um, das einen Kanzler für die Diözesankurie vorsieht. Dessen Aufgabe sei es, „für die Ausfertigung und Herausgabe der Akten der Kurie und ihre Aufbewahrung im Archiv der Kurie Sorge zu tragen.“
Zwei von drei Missbrauchsbeauftragten im Bistum Augsburg haben im April 2024 ihre Arbeit niedergelegt. Zur Begründung gaben sie an: „Leider habe ich bis heute nicht erkennen können, dass die Aufarbeitung von sexuellem Missbrauch im Bistum Augsburg, die Bischof Bertram einmal als seine Herzensangelegenheit bezeichnete, mit der notwendigen Ernsthaftigkeit und echtem Aufklärungswillen betrieben wird.“ Diesen Vorwurf weist das Bistum entschieden zurück.

### Wahlspruch und Wappen

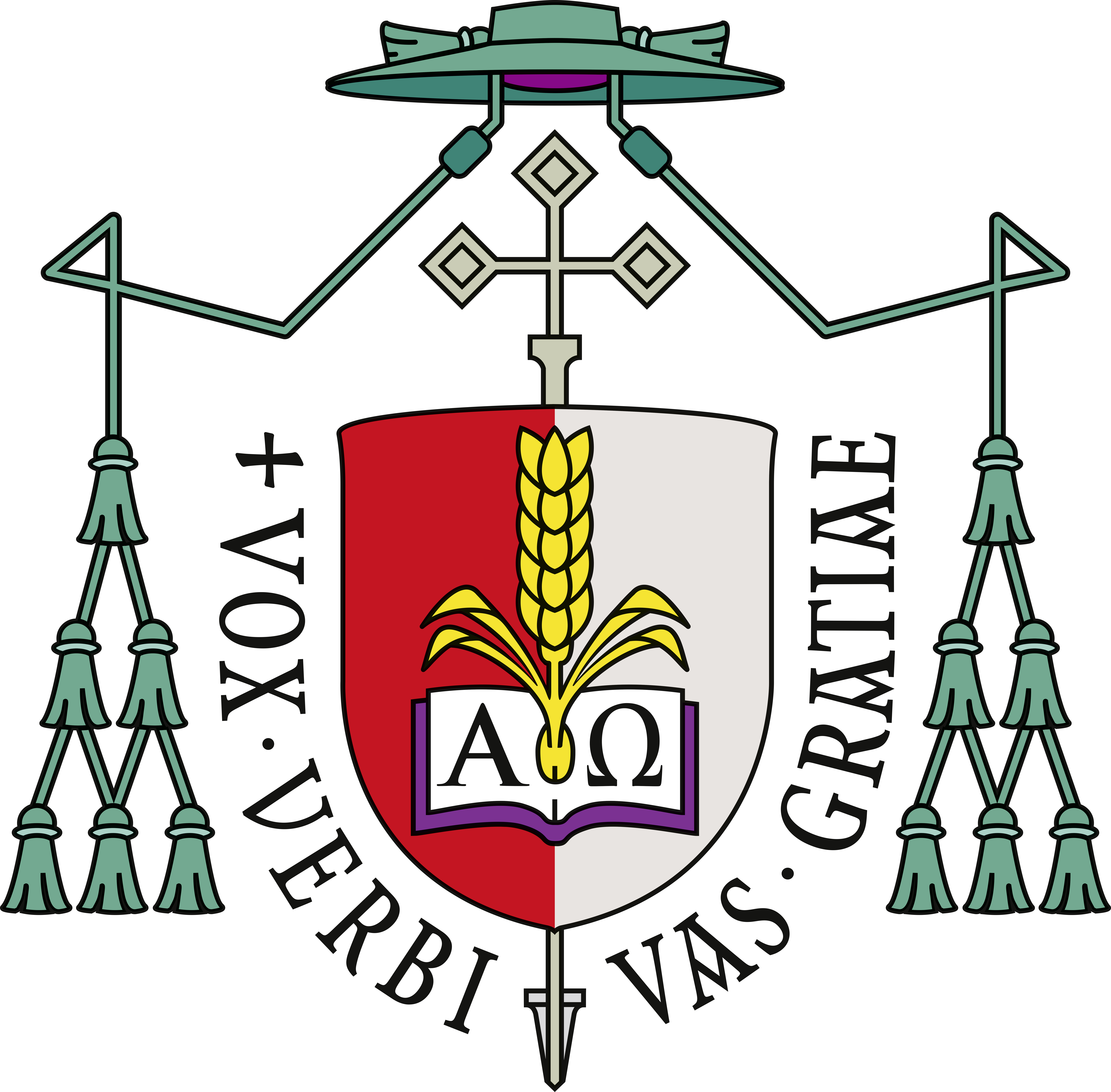
Wappen von Bischof Bertram Meier

Der Wahlspruch des Bischofs setzt sich aus zwei lateinischen Begriffen zusammen: in Anlehnung an Augustinus von Hippo vox Verbi ‚Stimme des Wortes‘ und an Bernhard von Clairvaux vas gratiae ‚Schale der Gnade‘. Das bischöfliche Wappen ist in die Farben Rot und Silber gespalten, die das Bistum Augsburg bereits seit dem Mittelalter führt. Auf dem Schild findet sich ein aufgeschlagenes Evangeliar mit den griechischen Buchstaben Α (Alpha) und Ω (Omega), ein Hinweis auf die Offenbarung des Johannes (Offb 22,13–21 ). Aus dem Buch wächst eine Weizenähre, deren dreifacher Kornstand auf die heilige Dreifaltigkeit hindeutet. Die vier Blätter symbolisieren die vier Evangelien. Die Ähre ist an das Wappen des bayerischen Kirchenvaters und Regensburger Bischof Johann Michael Sailer angelehnt. Gestaltet wurde das Wappen von Franz Bernhard Weißhaar.

### Überdiözesane Aufgaben
Die Vollversammlung der Deutschen Bischofskonferenz (2. bis 5. März 2020) berief Bertram Meier in die Ökumenekommission und die Kommission Weltkirche. Am 24. Juni wurde er vom Ständigen Rat der Bischofskonferenz zum Bischöflichen Delegierten für die Arbeitsgemeinschaft Christlicher Kirchen in Deutschland (ACK) bestellt. Am 16. September wählte die ACK-Vollversammlung Bischof Meier zum stellvertretenden Vorstandsmitglied. Im Rahmen der Herbstvollversammlung der Deutschen Bischofskonferenz (22. bis 24. September 2020) wurde er zum Mitglied der Unterkommission für den Interreligiösen Dialog und als deren Vorsitzender sowie als Mitglied der Unterkommission für Missionsfragen (insbesondere Missio) gewählt.
Bei der Herbstvollversammlung der Bischofskonferenz 2021 wurde er als Mitglied der Ökumenekommission, der Kommission Weltkirche und der Unterkommission für den Interreligiösen Dialog bestätigt und zum Vorsitzenden der Kommission Weltkirche gewählt, außerdem zum Vorstand der Kontaktgruppe der Polnischen und Deutschen Bischofskonferenz. Zugleich wurde er als Delegierter der Bischofskonferenz in den gemeinsamen ökumenischen Kontaktgesprächskreis der DBK und der Evangelischen Kirche in Deutschland (EKD) entsandt. Bertram Meier vertritt die Deutsche Bischofskonferenz beim Runden Tisch der Religionen in Deutschland.
Im Oktober 2021 wurde Meier zum Sachwalter der Deutschen Bischofskonferenz für alle mit der anstehenden Erneuerung und Sanierung des Campo Santo Teutonico zusammenhängenden Fragen und Angelegenheiten eingesetzt. In dieser Eigenschaft steht er auch einer Arbeitsgruppe vor, die gemeinsam mit der dortigen Erzbruderschaft ein neues inhaltliches Konzept für den Gebäudekomplex entwerfen soll.
Die Frühjahrsversammlung der deutschen Bischöfe 2023 in Dresden bestimmte Bischof Meier als einen der drei Vertreter der Deutschen Bischofskonferenz für die Vollversammlung der Weltsynode in Rom im Oktober 2023. Auch an der zweiten Versammlung der Synode im Oktober 2024 hat er als Vertreter der deutschen Bischöfe teilgenommen.
Am 4. März 2023 ernannte ihn Papst Franziskus zum Mitglied des Dikasteriums zur Förderung der Einheit der Christen. Papst Leo XIV. ernannte ihn am 3. Juli 2025 zum Mitglied des Dikasteriums für den Interreligiösen Dialog.

## Positionen
Bertram Meier gilt als Unterstützer der Ökumene, was nicht zuletzt an seinem familiären Hintergrund liegt. Er plädiert jedoch dafür, Annäherungen im praktischen Vollzug wie z. B. die eucharistische Gastfreundschaft zuerst theologisch ausreichend zu begründen, wenn sie über Ausnahmen, wie in Amoris laetitia empfohlen, hinausgehen.
Den interreligiösen Dialog bezeichnete Meier auf dem interreligiösen G20-Forum in Bologna als Kernbestandteil der Kirche, die ohne ihn Gefahr laufe, „zum eitlen Selbstzweck zu werden.“ Die Gläubigen der unterschiedlichen Religionsgemeinschaften seien dazu aufgerufen, einander als Geschwister anzuerkennen. Jede Form von Rassismus, Antisemitismus oder Islamfeindlichkeit sei nicht hinnehmbar.  Für ihn ist Geschwisterlichkeit „eine Überlebensfrage der Menschheit“, wie er bei einer Reise nach Abu Dhabi auf Einladung des Muslim Council of Elders im Februar 2023 aus Anlass der interreligiösen Feierlichkeiten rund um den Internationalen Tag der Geschwisterlichkeit betonte.
Im Hinblick auf die Versorgung von Entwicklungsländern mit Covid-19-Impfstoffen befürwortete Meier ein Aussetzen des Patentschutzes sowie den Aufbau von Produktionskapazitäten in den Ländern des Südens. Wie Papst Franziskus und alle Bischöfe in Deutschland begrüßte Meier von Beginn an die Corona-Impfung als wirksames Mittel der Pandemiebekämpfung. Im Dezember 2021 rief er die Gemeinden seines Bistums dazu auf, die staatlichen Gesundheitsbehörden im Hinblick auf die Impfkampagne „großherzig zu unterstützen“.
Wegen einer Impfung gegen COVID-19, die sich Meier Anfang 2021 verabreichen ließ, gab es in der Öffentlichkeit heftige Kritik mit dem Vorwurf, der Bischof habe die Reihenfolge bei den Impfungen nicht eingehalten. Der Vorsitzende der Grünen-Fraktion im Bayerischen Landtag, Ludwig Hartmann, erklärte: „Auch für den Bischof gilt: Einreihen in die Impfschlange und warten, bis er an der Reihe ist.“ Meier wies die Kritik zurück und erklärte, er habe „nicht gedrängelt“, und sagte, es tue ihm leid, „dass seine Impfung in der Öffentlichkeit für Missverständnisse gesorgt hat“. Die Impfung rechtfertigte Meier mit Vorgaben des bayerischen Gesundheitsministeriums, nach denen regelmäßige Besucher in Einrichtungen mit hochvulnerablen Risikogruppen als vorrangig impfberechtigt gelten würden. Er sei der Meinung gewesen, er werde aufgrund seiner Seelsorgetätigkeit wie Pflegepersonal eingestuft. Am 17. Februar 2021 bat Bischof Meier im Rahmen des Aschermittwochsgottesdienstes um Verzeihung: er könne verstehen, dass sich Menschen verletzt fühlten, die dringend auf eine Impfung warteten.

### Position zum Synodalen Weg
In der Diskussion um den 2019 von der Deutschen Bischofskonferenz und dem Zentralkomitee der deutschen Katholiken initiierten Synodalen Weg ist Meier einer von vier Bischöfen, allesamt aus Bayern, die zusammen mit dem Kölner Kardinal Rainer Maria Woelki im Vatikan intervenierten, und zwar in Form eines als Anfrage formulierten Briefes, der seitens der überwiegenden Mehrheit der deutschen Bischöfe und des Zentralkomitees der deutschen Katholiken sowie im Vatikan als Beschwerde gegen von den kritisierenden Bischöfen befürchtete Eingriffe in bischöfliche Zuständigkeiten wahrgenommen wurde. Die Anfrage der dem synodalen Weg kritisch gegenüberstehenden Bischöfen erfolgte „hinter dem Rücken Bätzings und der anderen Mitbrüder“. Meier bezeichnete den von der Deutschen Bischofskonferenz und dem Zentralkomitee der deutschen Katholiken initiierten Synodalen Weg zu Beginn als „geistliches Experiment“ und verwies darauf, dass die Synodalität die eigentliche Lebensform der Kirche sei. Im Zuge seiner dezidierten Stellungnahmen wird Meier in der Öffentlichkeit und auch in der katholischen Kirche als Kritiker des Synodalen Wegs wahrgenommen. Eine Erneuerung der Kirche hält Meier für dringend erforderlich; gleichzeitig plädiert er dafür, im Einklang mit der Weltkirche zu denken und zu handeln.

### Politische Positionierung
Meier will Mitglieder der AfD nicht pauschal von Ämtern innerhalb der Kirche ausgeschlossen wissen und legte zum Umgang mit ihnen eine differenzierte Position vor: „Wenn wir anfangen würden, Menschen auszugrenzen, drängen wir sie doch erst recht in eine vielleicht extreme Ecke“. Die wachsende Zustimmung vieler Menschen zu der rechtsgerichteten Partei stelle jedoch auch die katholische Kirche vor eine Herausforderung. Er äußerte auch, dass die AfD wie die Kirche zum Beispiel für den Schutz des ungeborenen Lebens oder die Ehe zwischen Mann und Frau eintrete und doch könne man „als Kirche nicht unsere Sichtweise auf solche Überschneidungen verengen“. Daraufhin warf der Kirchenrechtler Thomas Schüller Meier vor, sich zum „Steigbügelhalter für eine breiter werdende gesellschaftliche Akzeptanz von Rechtsradikalen zu machen“. Den Theologieprofessor Daniel Bogner erinnerte diese Haltung an die Positionierung der katholischen Kirche gegenüber der nationalsozialistischen Regierung Adolf Hitlers 1933: Man habe „damals auch hervorgehoben, dass die Reichsregierung einzelne Positionen vertrat, die der Kirche wichtig waren, zum Beispiel das Recht auf Selbstorganisation der Kirche oder die Schulfreiheit“.

### Positionen zum sexuellen Missbrauch im Bistum Augsburg
Im Hinblick auf Fälle sexuellen Missbrauchs in der katholischen Kirche war Meier der erste deutsche Bischof, der sich vor laufender Kamera zu einem unmoderierten Gespräch mit Missbrauchsopfern traf. Dort versicherte er den anderen Gesprächsteilnehmern, dass er einen Weg der „Null-Toleranz“ gehe.
Am 22. Dezember 2023 wurde bekannt, dass Meier die Entscheidung der Unabhängigen Kommission für Anerkennungsleistungen (UKA), die von den deutschen Bischöfen 2021 eingesetzt worden war, 150.000 € an ein Vergewaltigungsopfer zu zahlen, blockieren wollte, was ein Novum darstellte, da bisher alle Geldforderungen der UKA erfüllt wurden. In einer Stellungnahme aus dem Bistum hieß es, es sei „gerade im Interesse der Betroffenen“, dass „die finanziellen Möglichkeiten der Bistümer nicht vollständig außer Acht gelassen werden“. Außerdem hätte der Betroffene doch Erfolg im Leben („Ehe, Kinder, Erfolg im Beruf“) gehabt. Scharfe Kritik erfuhr Meier durch das betroffene, schwer erkrankte Missbrauchsopfer, das sich durch diesen nicht ernst genommen und zu Unrecht kritisiert fühlte. Am 16. Januar 2024 wurde bekannt, dass das Augsburger Bistum nun doch den geforderten Betrag bezahlen wollte, denn man habe alle „noch offenen Verfahrens- und Kommunikationsfragen“ klären können. Das Bistum erkenne nun an, dass im konkreten Fall besonders gravierende psychosoziale Folgen bestünden, sodass „neue, zusätzliche Gegebenheiten“ vorlägen. Gleichzeitig aber forderte Bischof Meier eine Grundsatzdebatte innerhalb der Deutschen Bischofskonferenz hinsichtlich der Thematik der „Dynamisierung der festgesetzten Leistungshöhen“. Johannes Norpoth, Sprecher des Betroffenenbeirats der Deutschen Bischofskonferenz, kritisierte Meier daraufhin: „Das zeigt doch sehr deutlich, dass das Bistum Augsburg kein Interesse an wirklicher, tätiger Reue hat, sondern sich möglichst davonstehlen möchte.“ Das System der Zahlungen außerhalb von Gerichtsprozessen müsse erhalten bleiben, da es für die vielen kaum sprachfähigen Opfer der einzige Weg zu Anerkennungsleistungen sei.

## Mitgliedschaften
- Erzbruderschaft zur Schmerzhaften Mutter Gottes beim Campo Santo Teutonico[17]
- 1988: KAV Capitolina Rom[45]
- 2021: KDStV Algovia Augsburg[46]
- 2021: Päpstlicher Ritterorden vom Heiligen Grab zu Jerusalem (Großoffizier (Komtur) mit Stern)[47]

## Ehrungen und Auszeichnungen
- 1999: Großes Goldenes Ehrenzeichen für Verdienste um die Republik Österreich[48]
- 2000: Ernennung zum Monsignore durch Papst Johannes Paul II.
- 2001: Bundesverdienstkreuz am Bande des Verdienstordens der Bundesrepublik Deutschland
- 2001: Ernennung zum Päpstlichen Ehrenprälaten durch Papst Johannes Paul II.
- 2012: St.-Gerhards-Medaille der Diözese Zrenjanin (Serbien)
- 2013: Goldener Lorbeer der Universität Ermland-Masuren in Olsztyn (Polen)

## Schriften
- Die Kirche der wahren Christen: Johann Michael Sailers Kirchenverständnis zwischen Unmittelbarkeit und Vermittlung. Kohlhammer 1990, ISBN 3-17-011017-9 (Dissertation)
- Lebensbaum nicht Marterpfahl. Süddt. Verlags-Gesellschaft, Ulm 1996 (2. Auflage), ISBN 3-88294-225-8
- Frauen begegnen Jesus: Anstöße aus dem Neuen Testament. Johannes, Leutesdorf 1999, ISBN 3-7794-1422-8
- Mehr Glauben wagen. Sankt Ulrich, Augsburg 2001, ISBN 3-929246-70-8
- Keine Zeit, Gott zu verschweigen: Anstöße für ein Europa aus der Kraft des Christentums. Unio, Fremdingen 2005, ISBN 3-935189-22-2
- Gehen, Stehen, Sitzen, Liegen: eine kleine Theologie der Haltungen. Augsburg 2006, ISBN 3-00-020391-5
- Der Dom predigt. Kunstverlag Fink Lindenberg 2011 (2. Auflage), ISBN 978-3-89870-585-1
- Zeit und Ewigkeit. Weihnachtliche Betrachtungen. Christliche Familie, Köln 2010, ISBN 978-3-939168-13-3
- Treue und Anbetung. Dominus, Augsburg 2011, ISBN 978-3-940879-14-1
- Absichtslos Laternen anzünden. Kunstverlag Josef Fink, Lindenberg 2014, ISBN 978-3-89870-871-5
- Neue Evangelisierung – Kirche konkret. Personen – Positionen – Perspektiven. Festschrift für Bischof Dr. Konrad Zdarsa zum 70. Geburtstag. Herausgegeben mit Harald Heinrich und Gerda Riedl. Verlag Ferdinand Schöningh, Paderborn 2014, ISBN 978-3-506-76652-6.
- Stallgeruch, nicht Aftershave! Gedanken zum Priestersein. Kunstverlag Josef Fink, Lindenberg 2015, ISBN 978-3-89870-970-5.
- Erzwungene Distanz – gesuchte Nähe. Bischof werden im Corona-Modus. Augsburg 2020, ISBN 978-3-00-065925-6.
- Von Bäumen und Menschen. In: Franz-Josef Bode (Hrsg.): Dein Herz lebe auf! Tröstende Bibelworte erschlossen für schwere Zeiten. Bibelwerk Verlag, Stuttgart 2020, ISBN 978-3-920609-93-5, S. 117–123.
- Kirche – Gemeinschaft mit begründeter Hoffnung. Domprediger-Homilien. Hrsg.: Harald Heinrich, Gerda Riedl. Kunstverlag Josef Link, Lindenberg 2020, ISBN 978-3-95976-287-8.
- Gemeinsam für eine Welt geschwisterlicher Liebe – Fratelli tutti und die Rolle der Religion(en) im 21. Jahrhundert. In: Franz Brendle (Hrsg.): Geschwisterlich und solidarisch – zum Auftrag der Religionen in Zeiten der Krise. EB-Verlag Dr. Brandt, Berlin 2021, ISBN 978-3-86893-388-8, S. 67–81.

Im Rahmen der „Blauen Reihe“ wurden bzw. werden zahlreiche Predigten von Bertram Meier als Domprediger und Bischof durch den Sankt Ulrich Verlag veröffentlicht.